# Trychomonadoza gołębi
Trichomonadoza gołębi, rzęsistkowica gołębi, żółty guzek – pasożytnicza choroba gołębi wywoływana przez Trichomonas gallinae. Pierwotniak ten osiąga rozmiary 6-19×3–9 μm. Posiada 4 wici skierowane ku przodowi, piąta ogranicza błonę falującą, równa długości komórki. Żywicielem ostatecznym oprócz gołębi mogą być: indyki, kury, ptactwo dzikie. Pierwotniak ten występuje kosmopolitycznie.

## Lokalizacja
- błona śluzowa dzioba, przełyku, wola
- okolice steku (młode gołębie)
- narządy wewnętrzne

## Inwazjologia
- inwazja gniazdowa:rodzice nosiciele zarażają młode podczas karmienia mleczkiem z wola
- poza organizmem żywiciela (woda, karma) pierwotniaki przeżywają w optymalnych warunkach (wilgotność, temperatura) do 5 dni
- rezerwuar inwazji: ptaki domowe i dzikie

## Patogeneza
- guzkowate, żółto zabarwione ogniska martwicze na błonie śluzowej dzioba i przełyku
- naloty włóknikowe w wolu, przełyku i tchawicy
- postać posocznicowa – szczepy o dużej zjadliwości przenikają do narządów wewnętrznych – ogniska martwicze w wątrobie i płucach

## Objawy
- ptaki starsze:
bezobjawowo
- ptaki młode:
utrata apetytu, osowiałość, nastroszenie piór, duszność, biegunka

Upadki w 1–4 dniu, śmiertelność 50-80%

## Rozpoznanie
- badanie przeżyciowe:
  - wywiad
  - objawy kliniczne
  - badania laboratoryjne (śluzu dzioba, treści wola)
- badanie pośmiertne:
  - chorobowe zmiany sekcyjne
  - bezpośrednio po śmierci badanie parazytologiczne treści wola

## Leczenie
- metronidazol
- dimeronidazol
- korinidazol
- ronidazol

## Profilaktyka
- kwarantanna ptaków wprowadzanych do stada
- izolacja ptaków dzikich
- higieniczne warunki w gołębniku
- regularne przeglądy gołębi w stadzie
- profilaktyczne stosowanie leków przeciwrzęsitkowych w gołębnikach zagrożonych chorobą